# Manuel Casás Fernández
Manuel Casás Fernández (La Corunya, 17 d'agost de 1867 - La Corunya, 30 de juliol de 1960) fou un jurista, advocat, periodista, historiador, sociòleg, escriptor i polític gallec.
després d'estudiat dret a la Universitat de Santiago de Compostel·la, es distingí professionalment en la seva tasca com a forense, publicista i conferenciant, destacant la seva preocupació pel problema del delicte infantil, que traslladà als seus escrits. El problema de la delincuencia en los menores, presentat al primer Congrés de l'Advocacia Espanyola, celebrat a Sant Sebastià el 1907, i Organización de Tribunales para menores delincuentes, conferència dictada per la Reial Acadèmia de Jurisprudència, són estudis que reflecteixen aquest interès. També estigué interessat per la criminologia, tal com ho demostra l'assaig Voltaire criminalista, Dostoiewski criminalista. Però el seu interès més destacat en aquest camp gira al voltant de la figura de Concepción Arenal, on examina i comenta les idees fonamentals de la insigne penalista gallega. També cal afegir, a aquest treball de recerca del seu camp professional, la investigació històrica, reflectida en una extensa producció assagística, i la creació literària, amb temes relacionats amb Galícia, la seva història i la seva idiosincràsia. També cal destacar la seva intensa tasca periodística relacionada amb el diari El Imparcial, a Madrid.
En el seu vessant de polític, destaca la seva actuació com a alcalde de la ciutat de la Corunya, primer des del 1916 al 1917, i posteriorment, des del 1925 al 1927. Durant el seu mandat, el 1919 va promoure la celebració del I Congrés d'Estudis Gallecs, una trobada d'assaigs i reflexions sobre Galícia, la seva realitat i la seva història, patrocinada per l'Institut d'Estudis Gallecs, que ell mateix va fundar i del qual esdevindria el seu president. En el seu darrer mandat com a alcalde, va dur a terme una notable obra de construcció, reflectida en els edificis de l'Audiència Territorial de Galícia, la Delegació d'Hisenda, el Banc d'Espanya, Correos, la Presó, l'observatori meteorològic o el moll transatlàntic. L'Ajuntament va gestionar la creació de la Biblioteca Infantil i la Biblioteca Municipal. Com a president de l'Institut d'Estudis Gallecs, va fundar la Biblioteca Concepció Arenal. Per tal de fomentar el turisme anglès, va col·locar al jardí de Sant Carles una làpida dedicada al general Sir John Moore, amb versos de Rosalía de Castro i una altra amb la famosa arenga de Lord Wellington en honor dels soldats gallecs. També va planejar la construcció d'un Panteó d'il·lustres gallecs.
Pel que fa a les seves actuacions en el camp associatiu i cultural, Manuel Casás també va ser responsable i creador de l'Associació Concepció Arenal i de l'Institut d'Estudis Gallecs, del qual va ser president perpetu. A La Corunya va organitzar vetllades artístiques i literàries, com el Festival de Poesia de Galícia, l'agost de 1916, en un homenatge a Rosalía de Castro, així com a la 'Festa de Cantos Rexionais', el mateix any, en què es va interpretar per primera vegada l'Himne Nacional de Galícia davant de més de 10.000 persones. També va organitzar un homenatge a Manuel Murguía amb motiu del 80è aniversari del seu naixement.
Ingressà a la Real Academia Galega, incorporant-se com a membre numerari el 1936, i ocupà el càrrec de president entre 1942 i 1944, i posteriorment, entre 1944 i 1960. En la seva primera etapa com a president, va succeir Manuel Lugrís Freire i al seu torn fou succeït per Eladio Rodríguez González, a qui succeí en la segona etapa, fins que fou substituït per Sebastián Martínez-Risco y Macías. A l'Academia, va augmentar significativament els fons de la biblioteca corporativa en col·laboració amb Juan Naya Pérez.